# Kándia
Kándia (Kantia) är en ort i Grekland.   Den ligger i prefekturen Nomós Argolídos och regionen Peloponnesos, i den sydöstra delen av landet, 80 km sydväst om huvudstaden Aten. Kándia ligger 6 meter över havet och antalet invånare är 241.
Terrängen runt Kándia är kuperad åt nordost, men åt sydväst är den platt. Havet är nära Kándia åt sydväst.  Närmaste större samhälle är Nafplion, 14,4 km väster om Kándia. 